# Церковь Святой Маргариты (Копчаны)
Церковь Святой Маргариты — единственный памятник архитектуры, предположительно сохранившийся со времён Великой Моравии. Расположен недалеко от словацкой деревни Копчаны.

## История
Церковь построена в IX веке, в период правления князей Ростислава или Святополка I. Изначально входила в состав Микульчицкого городища. Впервые упоминается в 1392 году. Вокруг церкви было расположено несколько маленьких деревень; начиная с XIII столетия люди постепенно покидают эти места. Церковь продолжала работать вплоть до XVIII века, в то время в Копчанах начала строиться новая церковь.
Первые археологические раскопки церкви и её окрестностей начались в 1964 году. В ходе исследований в 2004 году обнаружено три могилы, относящиеся к периоду Великой Моравии, которые и помогли определить время строительства церкви. Также были найдены ювелирные изделия того же периода.
В последнее время археологические исследования в Копчанах посвящены исторической реконструкции страны и её населения, особенно в IX—X веках. В 1995 церковь была объявлена национальным культурным памятником и предложена к внесению в список Всемирного наследия.

## Интерьер и внешний вид
Церковь построена в дороманском стиле, в XIII веке была перестроена с элементами готики. Это однонефная церковь с последовательно расположенными притвором, нефом и пресвитерием. Она имеет довольно много нетипичных для того времени деталей, таких, например, как оригинальные оконные проёмы, символы, высеченные на каменном фасаде, и ряд других. К церкви прилегает кладбище, на котором производились захоронения вплоть до XVII—XVIII веков. Кладбище существовало до XX века.